# 霍聰
51°50′53″N 25°31′20″E / 51.84806°N 25.52222°E
霍聰（烏克蘭語：Хоцунь），是烏克蘭的村落，位於該國西部沃倫州，由卡明-卡希尔斯基区負責管轄，始建於1554年，面積0.56平方公里，海拔高度143米，2001年人口389，人口密度每平方公里694.64人。